# اتحاد بلغاريا ورومانيا

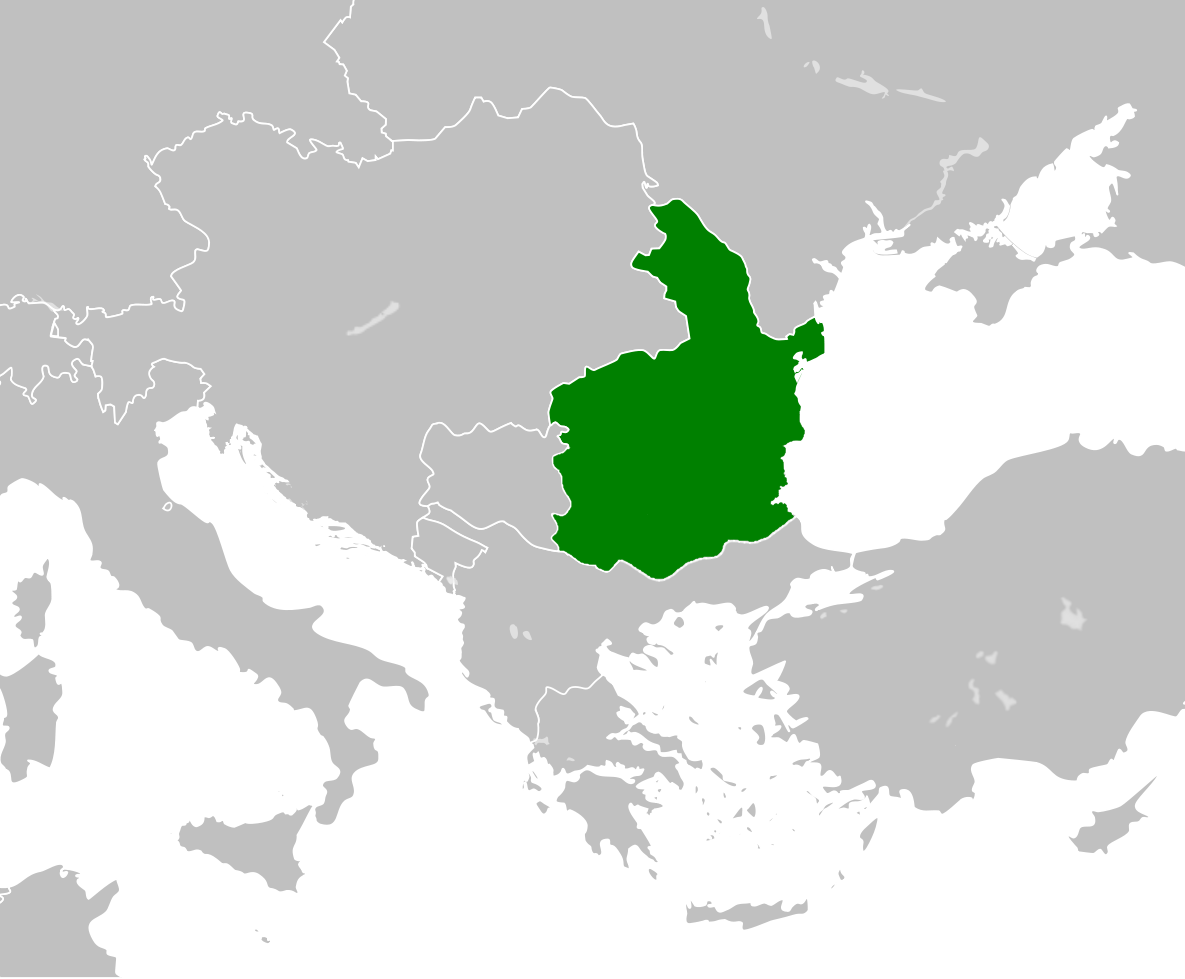

كان اتحاد بلغاريا ورومانيا مشروعًا غير ناجح لتوحيد دولة مشتركة نشطة خلال القرنين التاسع عشر والعشرين. وذلك في ظل اتحاد أو اتحاد شخصي أو اتحاد كونفدرالي. حظيت الفكرة بدعم كبير، خاصة في بلغاريا، وكان هناك العديد من الفرص لتحقيقها. وعادةً ما كانت المقترحات تأتي من البلغار، لكن كان من المفترض أن يكون الحكم للرومانيين. فشل المشروع في النهاية بسبب الاختلافات الثقافية والسياسية بين البلغار والرومانيين فضلاً عن معارضة القوى العظمى مثل النمسا والمجر وخاصة روسيا.
كانت لهذه الفكرة سوابقها التاريخية، حيث عاش البلغار والرومانيون معًا في البداية تحت حكم الإمبراطورية البلغارية الأولى، التي وسعت قوتها إلى مناطق تشكل اليوم جزءًا من رومانيا؛ وفي عهد الإمبراطورية البلغارية الثانية، التي تأسست بالتعاون مع البلغار والفلاخ (الرومانيين)؛ وأيضاً في ظل الإمبراطورية العثمانية، التي هزمت الإمبراطورية البلغارية الثانية وغزت وحكمت الأراضي التي يسكنها البلغار والرومانيون لعدة قرون. في وقت لاحق، خلال أواخر القرن الثامن عشر، ظهر مفهوم شائع في البلقان «فدرالية الإقليم» بهدف محاربة الإمبراطوريات المجاورة وحل النزاعات بين شعوبها. انتشرت هذه الفكرة في نهاية المطاف في بلغاريا وأسلاف رومانيا (مولدافيا والاشيا)، وحصلت على دعم معين، إذ قدمت عدة مقترحات، من بينها اقتراح قدمه جورجي سافا راكوفسكي. وبعد إنشاء إمارة بلغارية تتمتع بالحكم الذاتي عام 1878، تم تعزيز العلاقات مع رومانيا. في الواقع، ومن خلال البحث عن مرشحين للعرش البلغاري، ظهرت عدة شخصيات رومانية مرشحة وهي: كارول الأول وهو ملك رومانيا من منزل هوهنزولرن وجورجي جي بيبسكو ابن ألامير والاش. ومع ذلك، وقع الاختيار النهائي على ألكسندر باتنبرغ من أصل ألماني.
كان لألكسندر علاقات جيدة مع رومانيا، لكنه أجبر على التنازل عن العرش عام 1886 بعد فترة من الاضطرابات السياسية في بلغاريا. كان السبب في ذلك هو قيام روسيا بمحاولة بسط نفوذها على البلاد. وبالرغم من ذلك، فقد انتهى الأمر بستيفان ستامبولوف «وهو روسوفوبي» (أي بلغاري يعارض السياسات الروسية)، إلى تولي السلطة. حاول الوصي ستامبولوف مرة أخرى تأسيس اتحاد شخصي مع رومانيا، وأجريت مفاوضات عديدة. حيث ذكر كارول أنه يود أن يصبح رئيس يمثل هذه الدولة، التي سيكون لها إما حكومتان منفصلتان أو حكومة واحدة موحدة «كان لدي اهتمام بأن أصبح حاكماً لبلغاريا أيضًا، لكن روسيا عارضت ذلك بشدة». في النهاية، هددت رومانيا بانهيار العلاقات الدبلوماسية وحتى بغزو عسكري، ما أجبر كارول الأول على رفض العرض. مرة أخرى، انتُخب أمير ألماني فرديناند الأول، بوصفه أميرًا لبلغاريا في يونيو 1887. جرت المحاولة باتباع مناهج جديدة بعد عقود في الحقبة الشيوعية، خاصة من قبل جورجي ديميتروف، لكنها قوبلت جميعًا برفض قوي من الاتحاد السوفيتي. حيث اعتبر جوزيف ستالين (وهو زعيم الاتحاد السوفيتي في تلك الحقبة) أن هذا الاقتراح مستحيل.
لذلك، لم يتم إنشاء اتحاد بلغاري روماني. وكانت أسباب ذلك هي عدم موافقة العديد من القوى العظمى فضلاً عن الاختلافات في الأهداف الوطنية للبلغار والرومانيين وعدم وجود مصلحة فعلية أو حتى معارضة بين بعضها البعض. بالإضافة إلى ذلك، فإن فكرة فدرالية البلقان، التي حظت بدعم كبير في وقتها، فقدت قوتها في جميع أنحاء المنطقة بعد صراعات بداية القرن العشرين والتفكك العنيف ليوغوسلافيا. من ناحية أخرى، فإن ظهور الاتحاد الأوروبي الذي كانت بلغاريا ورومانيا عضوين فيه منذ عام 2007، قد أعاد تنشيط هذه الفكرة.

## خلفية الصراعات
عاش البلغار والرومانيون بالفعل في ظل حالة مشتركة في عدة مناسبات. كانت المرة الأولى في عام 680 م عندما عبر البلغار «وهم شعب تركي من سهول بونتيك - قزوين» نهر الدانوب وأسسوا لاحقاً دولة في تلك المنطقة، وعاصمتها بليسكا، حيث بدؤوا في استيعاب الثقافة السلافية التي جلبت إلى هناك قبل قرن من الزمان، ما أدى إلى ظهور الشعب البلغاري الحديث. وقد وصلت دولتهم، الإمبراطورية البلغارية الأولى، إلى توسع إقليمي كبير يشمل شمال نهر الدانوب حتى نهر تيسا ويغطي بشكل أساسي جميع أراضي رومانيا الحالية خلال القرن التاسع. فرض البلغار بالقوة الثقافة السلافية والمسيحية على «داكو-الرومان» أسلاف الرومانيين، غيرَ أَن هذه الحالة اختفت عام 1018.
في القرن الثاني عشر، حصلت انتفاضة والتي كانت محاولة لاستعادة الإمبراطورية «انتفاضة آسين وبيتر التي انتهت بظهور الإمبراطورية البلغارية الثانية». يُعتقد أن هذا التمرد كانت له مشاركة كبيرة من الفلاخ (الروماني)، خاصة في المرحلة الأولى. كان للفلاخ دور حاسم في أثناء إنشاء الإمبراطورية الجديدة. في الواقع، تدعي بعض المصادر أن قادتها الأوائل هم الإخوة إيفان آسين الأول وكالويان وبيتر الثاني، اللذان كانت أصولهما من الفلاخ. كانت مويسيا (وهي المنطقة التي بدأ فيها التمرد) تحتوي على عدد كبير من سكان الفلاخ في تلك الفترة. ومع مرور الوقت، فقد الفلاخ أهميتهم، تمامًا مثل الأتراك البلغار في الإمبراطورية الأولى.
استُخدمت الإمبراطورية البلغارية الثانية لاحقًا من قبل مؤيدي الاتحاد البلغاري الروماني كأرضية مشتركة بين الاثنين، وهي الآن مسألة نقاش بين المؤرخين فيما يتعلق بأصلها كتراث تاريخي إما للبلغاريين أو الرومانيين. هُزمت الدولة في أواخر القرن الرابع عشر من قبل الإمبراطورية العثمانية التركية، والتي بعد ذلك بسطت سلطتها على الإمارات الرومانية والاشيا ومولدافيا. وعلى أي حال، على عكس بلغاريا، لم تُدمج الإمارات بشكل مباشر كمقاطعات، بل ظلت بدلاً من ذلك دولًا تابعة.
بعد سنوات عديدة، وفي أواخر القرن الثامن عشر، ظهر اقتراح لتوحيد البلقان تحت راية واحدة وبدأ يكتسب قوة، إذ جرى الترويج له على أنه ضروري سياسيًا، خاصة بعد الحروب والثورات. كان من أوائل المقترحات اقتراح اليوناني ذي الأصول الأرومانية ريجاس فيرايوس في تسعينيات القرن التاسع عشر والذي ينطوي على إنشاء دولة البلقان الموحدة التي يحكمها اليوناني والتي ستخلف الإمبراطورية العثمانية. رأت شعوب البلقان في التوحيد فرصة لمعارضة السياسات الإمبريالية للقوى العظمى، لا سيما تلك الخاصة بالإمبراطوريات النمساوية (أو النمساوية المجرية) والعثمانية، لضمان تنمية أكثر استقلالية واستقرارًا وأيضًا لحل النزاعات بين الأمم من المنطقة. تضمنت الاقتراحات توحيد البلقان وحده (اتحاد البلقان) أو مع الدول المجاورة الأخرى (اتحاد الدانوب)، بالإضافة إلى اتحاد مسيحيي البلقان أو اتحاد السلاف الجنوبيين فقط في المنطقة. كان المدافعون الرئيسيون هم المثقفون والثوار والسياسيون من اليمين واليسار. وشملت الطريقة التي سيتم بها تحقيق ذلك اتحادًا واتحادًا كونفدراليًا واتحادًا ملكيًا فيدراليًا وجمهورية اتحادية. كان هناك أيضًا الاتحاد الشخصي، حيث كانت فترة تعددت فيها الملكيات.
لقد كان البلغار والرومانيون على دراية تامة بمفهوم التوحيد الوطني. اتحدت بلغاريا مع مقاطعة روميليا الشرقية ذات الحكم الذاتي العثماني في عام 1885، وظلت في اتحاد شخصي معها حتى عام 1908، عندما أصبحت بلغاريا مستقلة تمامًا. من ناحية أخرى، يعتبر الرومانيون عادة الاتحاد القصير لإمارات والاشيا ومولدافيا وترانسيلفانيا عام 1600 تحت حكم مايكل الشجاع أول اتحاد وطني روماني. كانت رومانيا نفسها نتاج اتحاد شخصي، وهو اتحاد والاشيا ومولدافيا بين عامي 1859 و 1862 تحت حكم الأمير ألكسندرو إيوان كوزا.

## التاريخ

### مقترحات أولية للاتحاد بين البلغار والرومانيين
خلال القرن التاسع عشر، كانت فكرة الفيدرالية حاضرة في أذهان كل من الرومانيين والبلغاريين. رغب الرومانيون في تحقيق الاستقلال والتحرير الوطني وتوحيد الأمة الرومانية، وكان من أبرز المؤيدين نيكولاي بيلشيسكو وديمتري بريتيانو وميهاي إمينسكو وأوريل بوبوفيتشي، وهم الذين اقترحوا إما اندماج رومانيا في دولة بلقانية أكبر أو اتحادية الإمبراطورية النمساوية أو النمساوية المجرية لصالح الرومانيين الترانسيلفانيين. من ناحية أخرى، ركزت حركة التحرر البلغارية في القرن التاسع عشر، بأهداف مماثلة للرومانيين، بشكل كبير على التحالف أو الاتحاد مع جميع جيرانها تقريبًا لتحقيق هذه الأهداف، سواء كانوا رومانيين أو صربًا أو يونانيين أو حتى أتراكًا.
دعا الثوري البلغاري جورجي سافا راكوفسكي إلى الوحدة بين دول البلقان لمواجهة وتحرير أنفسهم من الإمبراطورية العثمانية. لَكنه أصيب بخيبة أمل بسبب الموقف القومي غير المتعاون للنخب الحاكمة اليونانية والصربية. في أواخر عام 1863 ذهب إلى بوخارست ورأى السياسات المناهضة لتأثير البطريركية المسكونية اليونانية في القسطنطينية وللاستقلال عن العثمانيين التي كانت تحدث في الإمارة الرومانية المتحدة، معتبراً أن البلاد خيار مناسب للبلغار. وبالتالي، فقد بدأ راكوفسكي في عام 1864 في صحيفة بادشتنوست ثنائية اللغة (Viitorulǔ باللغة الرومانية) بالحديث عن العلاقات بين البلغار والرومانيين، مؤكداً أنهم كانوا دائماً مليئين «بالحب والوحدة الأخوية» وأن التعاون بين الاثنين ضروري. بدأ يدعو إلى التقارب البلغاري الروماني على أساس المساواة. كما أشار إلى الإمبراطورية البلغارية الثانية باعتبارها «دولة قوية» يعيش فيها البلغار والرومانيون معًا. ومن المحتمل أن راكوفسكي أراد إعادة تأسيس هذه الإمبراطورية، إذ تهدف هذه الصحيفة إلى الدفاع عن حقوق الرومانيين والبلغاريين ضد الإمبراطورية العثمانية والبطريرك المسكوني للقسطنطينية.